# 格利維采縣

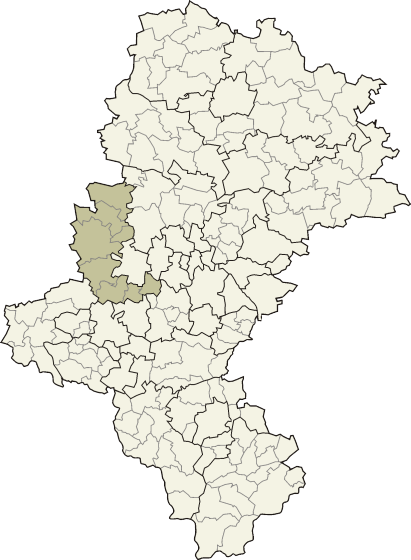

50°17′N 18°40′E / 50.283°N 18.667°E
格利維采縣（波蘭語：Powiat gliwicki），是波蘭的縣份，位於該國南部，由西里西亞省負責管轄，首府設於格利維采，面積663平方公里，2006年人口114,963，人口密度每平方公里170人。